# Świnoujście Przytór
Świnoujście Przytór – przystanek osobowy w Świnoujściu, w województwie zachodniopomorskim. Położony jest w odległości około 5 km od stacji Świnoujście, 1,6 km na północ od centrum  dzielnicy Przytór. 

## Ruch pasażerski
| Rok  | Wymiana pasażerska na dobę |
| ---- | -------------------------- |
| 2017 | 10-19                      |
| 2022 | 10-19                      |

Obok stacji znajdują się przystanki autobusów miejskich linii nr 7, 77, 7T i 10 oraz PKS.